# 師逵
師逵（1366年—1427年），字九達，中書省東平路東阿縣（今山東省東阿縣）人，明朝政治人物。
師逵早年丧父，侍母至孝。十三岁时，母亲得病，思藤花菜。師逵出城南二十余里才找到，回来时已二更，遇上老虎。師逵大惊呼天，老虎离去。之后母親的病就痊愈了。明朝洪武年间，以国子监监生跟从御史出巡，被御史弹劾逮捕。明太祖朱元璋见他貌伟，释放他。后來升为监察御史，又改任陕西按察使。后因母丁忧去任。明成祖即位后，召为兵部侍郎，后改吏部侍郎。永乐年间，他出巡湖南湖北筹买木料运到北京修建北京城。后因行事苛刻，被周幹弹劾。当时太子监国，因為師逵是成祖特遣，沒有追究他的罪。永乐八年，朱棣北征，命其总督饋餉。師逵在吏部辅佐蹇義长达二十年。明仁宗即位后，其与趙羾、古樸改在南京授官，師逵晋升南京户部尚书，兼管吏部。宣德二年，死于任上。